# Széchenyi-fajd
A Széchenyi-fajd (Tetraophasis szechenyii) a madarak osztályának tyúkalakúak (Galliformes) rendjébe és a fácánfélék (Phasianidae) családjába tartozó nem.

## Elnevezése
A Madarász Gyula magyar ornitológus és festőművész, az általa leírt fajt, példaképéről Széchenyi Béláról nevezte el

## Előfordulása
India és Kína területén honos. A természetes élőhelye erdőkben van.

## Megjelenése
Testhossza 64 centiméter.

## Külső hivatkozás
- Képek az interneten a fajról